# Twój Ruch

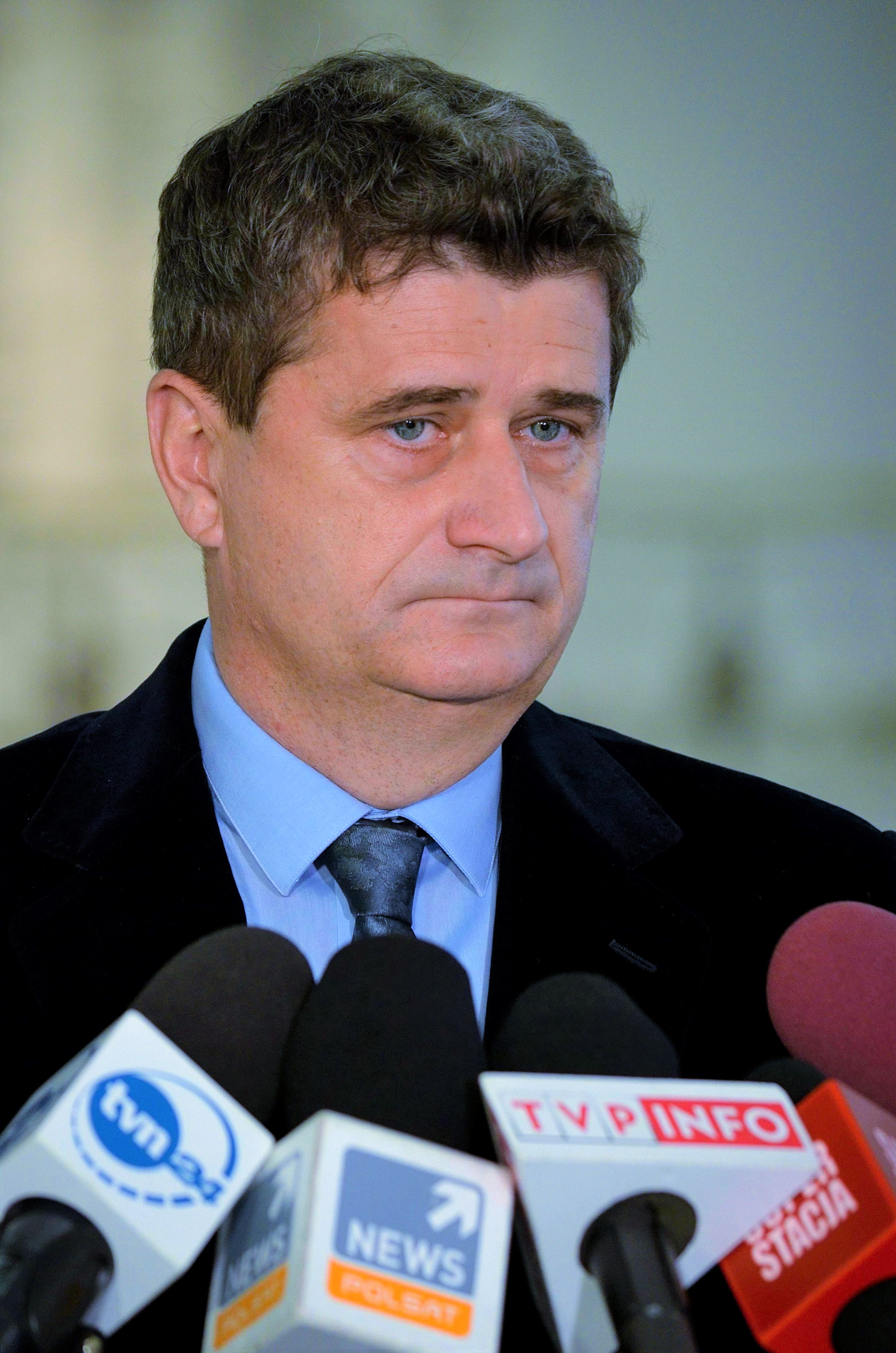
Założyciel i przewodniczący partii do 2019, Janusz Palikot

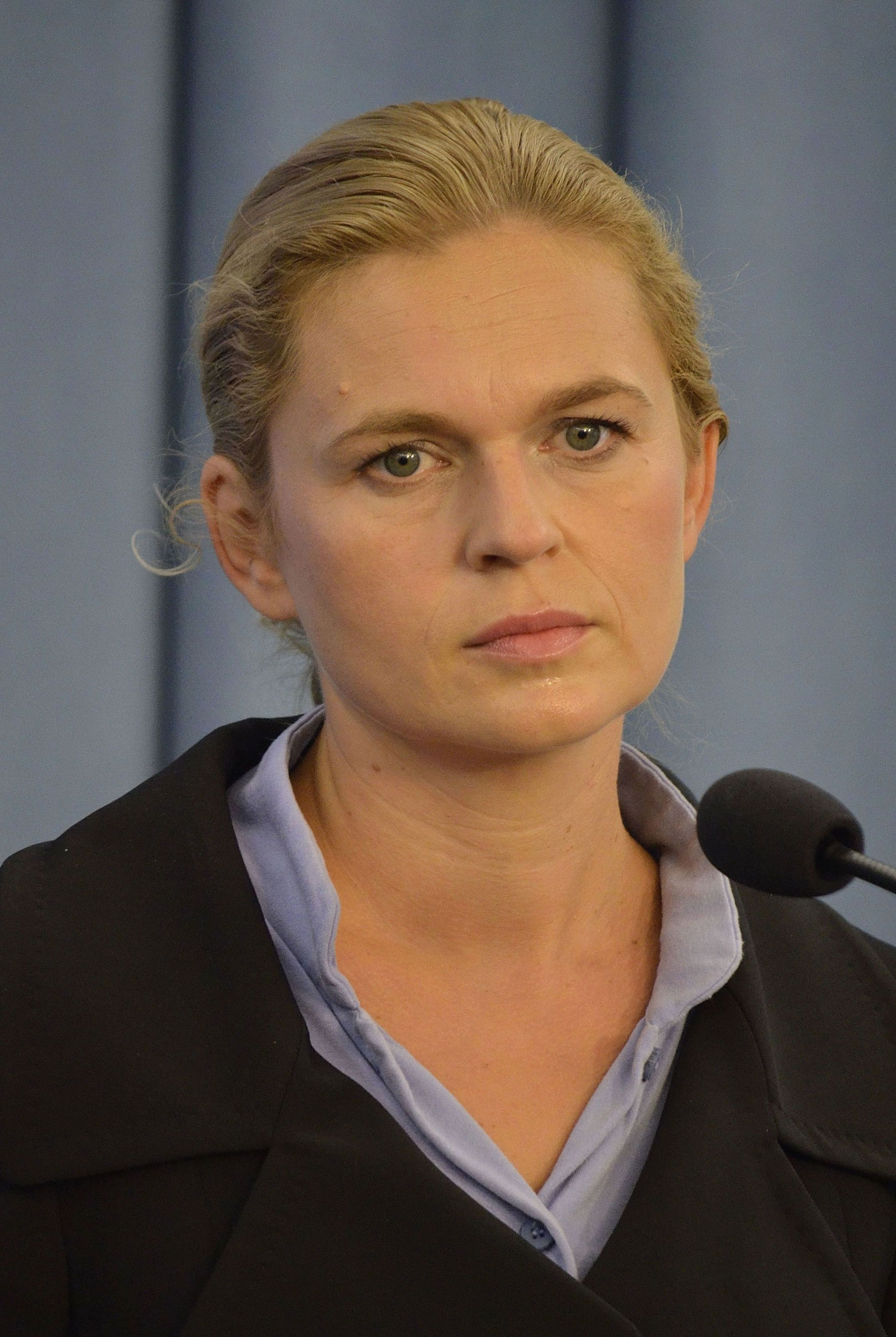
Współprzewodnicząca partii w latach 2015–2017, Barbara Nowacka

Twój Ruch (TR, Ruch) – polska centrolewicowa partia polityczna o profilu socjalliberalnym i antyklerykalnym. Powstała z przekształcenia Ruchu Palikota, do którego 6 października 2013 przyłączyły się środowiska stowarzyszenia Ruch Społeczny Europa Plus oraz partii Racja Polskiej Lewicy (która rozwiązała się 23 listopada tego samego roku), a także część dotychczasowych liderów Polskiej Partii Pracy – Sierpień 80 (którzy jednak po pewnym czasie powrócili do dawnej partii). Do ugrupowania wstąpiła także część dotychczasowych działaczy Socjaldemokracji Polskiej. Przybudówkami Twojego Ruchu były: organizacja młodzieżowa o nazwie „Ruch Młodych”, organizacja kobieca „Ruch Kobiet” i think tank „Plan Zmian” (wszystkie te organizacje związane były wcześniej z Ruchem Palikota). Partia rozwiązała się w styczniu 2023.

## Historia partii
5 października 2013 odbyła się zamknięta część kongresu, na której przyjęto nową nazwę dotychczasowego Ruchu Palikota i przyjęto statut nowego ugrupowania, a także wybrano jego władze (w tym 16-osobowy, „parytetowy” zarząd). Na przewodniczącego wybrany został dotychczasowy szef Ruchu Palikota Janusz Palikot, na wiceprzewodniczącego szef RS Europa Plus Marek Siwiec, na sekretarza Łukasz Piłasiewicz (dotychczasowy wiceszef Ruchu Palikota), a na skarbnika Danuta Wójcik (wcześniej pełniła tę funkcję w Ruchu Palikota). W zarządzie znaleźli się także m.in. Jan Cedzyński, Artur Dębski, Łukasz Gibała, Robert Kwiatkowski czy Andrzej Rozenek. Szefem krajowej rady politycznej Twojego Ruchu został Jan Hartman (jeden z liderów RS Europa Plus i główny inicjator powstania nowego ugrupowania). Ponadto uchwałę o wejściu w skład partii podjęła rada krajowa Racji PL (kongres partii zatwierdził ją 23 listopada). 6 października 2013 odbyła się publiczna część kongresu, na której ogłoszono powstanie ugrupowania.
Sąd zarejestrował nazwę „Twój Ruch” 15 listopada 2013, odrzucając przy tym roszczenia przedstawicieli działającej pod taką nazwą fundacji. Partia posiadała początkowo 36 posłów i eurodeputowanego, ponadto przystąpiło do niej m.in. dwóch radnych wojewódzkich (Włodzimierz Stępień w sejmiku świętokrzyskim i Grzegorz Kurczuk w sejmiku lubelskim; obaj wybrani z list SLD). Do maja 2014 Twój Ruch był głównym podmiotem koalicji politycznej Europa Plus, którą tworzył razem z Partią Demokratyczną, Stronnictwem Demokratycznym, PPP-Sierpień 80, Stowarzyszeniem „Dom Wszystkich Polska” (Ryszarda Kalisza), Stowarzyszeniem „Równość i Nowoczesność” (Wandy Nowickiej) i Stowarzyszeniem Wolne Konopie, a wcześniej (do lutego 2014) także z SDPL i Unią Lewicy.
W wyborach do Parlamentu Europejskiego w 2014 komitet Europy Plus przyjął nazwę „Europa Plus Twój Ruch”. Działacze TR znaleźli się na listach tego komitetu w zdecydowanej większości (oprócz nich z list komitetu startowali także działacze DWP, PD i SD). Koalicja nie uzyskała mandatów w Europarlamencie (otrzymała 3,58% głosów, zajmując 7. miejsce), a dzień później przestała funkcjonować.
W ciągu następnych miesięcy z klubu TR odeszło kilkoro posłów, którzy zostali niezrzeszeni lub przeszli do klubu Sojuszu Lewicy Demokratycznej. Klub i partię opuścili m.in. Jan Cedzyński (ostatni przewodniczący Racji PL), a także Łukasz Gibała czy Anna Grodzka (która wstąpiła do Partii Zieloni). 26 września 2014 w klubie poselskim TR doszło do znaczącego rozłamu – odeszła z niego grupa 12 posłów (m.in. Artur Dębski, Wincenty Elsner, Roman Kotliński i Armand Ryfiński). Cztery dni później z partii został wykluczony jej założyciel i przewodniczący krajowej rady politycznej Jan Hartman. Dzień później klub poselski TR pomimo pozostawania w opozycji zagłosował za udzieleniem wotum zaufania rządowi Ewy Kopacz. Kilka dni później 11 byłych posłów TR powołało koło poselskie Bezpieczeństwo i Gospodarka (funkcjonowało ono do lutego 2015, kiedy liczyło już jedynie 3 posłów; większość byłych posłów BiG zasiliła klub poselski Polskiego Stronnictwa Ludowego).
W wyborach samorządowych w 2014 Twój Ruch zarejestrował listy do sejmików województw w większości okręgów, jednak nie zarejestrował ich we wszystkich województwach. W skali kraju otrzymał 1% głosów (co było 7. wynikiem spośród wszystkich komitetów) i nie uzyskał żadnego mandatu radnego wojewódzkiego. Z partią było związanych kilku kandydatów na prezydentów miast (z czego dwóch reprezentowało komitet TR). Dotychczasowy poseł TR Robert Biedroń (który powołał lokalny komitet wyborczy) został wybrany na prezydenta Słupska. W grudniu 2014 ogłoszono, że kandydatem partii w wyborach prezydenckich w 2015 będzie Janusz Palikot.
Na początku 2015 z partii odeszli kolejni działacze, w tym liderzy stowarzyszenia Europa Plus, które współtworzyło TR (wiceszef partii Marek Siwiec, a także Robert Kwiatkowski, Marta Niewczas czy Włodzimierz Stępień). Poza partią znalazły się w związku z tym wszystkie środowiska, które w 2013 wraz z dawnym Ruchem Palikota utworzyły Twój Ruch. Do TR przystąpiła natomiast Kazimiera Szczuka (w tym samym roku odeszła z partii).
4 marca 2015 klub poselski TR został rozwiązany poprzez wystąpienie z niego 12 z 16 posłów, którzy pozostali związani z partią (odszedł z niej m.in. Andrzej Rozenek, który uprzednio zrezygnował z funkcji rzecznika i członka zarządu ugrupowania). 5 marca 11 z nich powołało koło poselskie o nazwie „Ruch Palikota” (przejściowo zasiadało w nim wszystkich 12 posłów).
10 maja 2015 w wyborach prezydenckich Janusz Palikot zajął 7. miejsce spośród 11 kandydatów, uzyskując 1,42% głosów. Przed II turą partia nie zajęła oficjalnego stanowiska.
20 czerwca 2015 odbył się kongres krajowy partii, który zdecydował o dwuosobowym kierownictwie – do dotychczasowego lidera dołączyła Barbara Nowacka.
29 czerwca 2015 część byłych działaczy TR (m.in. Andrzej Rozenek, Sławomir Kopyciński, Jacek Najder i Aleksandra Popławska) powołała wraz z byłymi politykami SLD partię Biało-Czerwoni (Aleksandra Popławska stanęła na jej czele; ugrupowanie istniało do 2019).
18 lipca 2015 krajowa rada polityczna TR zdecydowała o starcie w wyborach parlamentarnych w tym samym roku w ramach koalicyjnego komitetu wyborczego Zjednoczona Lewica (wraz z Sojuszem Lewicy Demokratycznej, Unią Pracy, Partią Zieloni i Polską Partią Socjalistyczną).
11 września 2015 szef koła i partii Janusz Palikot zrzekł się mandatu posła. W Sejmie zastąpił go 12 dni później szef Wolnych Konopi Andrzej Dołecki, a nowym przewodniczącym koła Ruch Palikota został Jerzy Borkowski, pełniąc tę funkcję do końca kadencji.
ZL nie osiągnęła wymaganego progu wyborczego i nie zdobyła mandatów w parlamencie. Przekroczyła jednak próg uprawniający do otrzymywania subwencji z budżetu państwa, w związku z czym Twojemu Ruchowi przypadła jej część. Koalicja przestała funkcjonować. Aktywność TR po wyborach została mocno ograniczona. W okresie przed kolejnymi wyborami parlamentarnymi partia nie wystawiała kandydatów w wyborach na żadnych szczeblach. Ugrupowanie angażowało się jednak w popieranie wielu inicjatyw dotyczących laickości państwa, czy też współorganizowało konferencje naukowe. Członkowie partii brali też udział w manifestacjach. Część działaczy w 2016 współtworzyła (wraz z wieloma członkami BC i innymi lewicowymi działaczami, związanymi wówczas lub wcześniej z SLD) stowarzyszenie Inicjatywa Polska, na którego czele stanęła Barbara Nowacka; weszło ono w skład działającej pod patronatem KOD koalicji Wolność Równość Demokracja. 11 czerwca 2017 współprzewodnicząca TR Barbara Nowacka wystąpiła z partii (kierowana przez nią iPL stała się partią w 2019). 31 grudnia 2017 przewodniczący partii Janusz Palikot zadeklarował na swoim blogu zakończenie działalności politycznej, jednak pozostał na czele TR. W 2018 część członków TR zaangażowała się w budowę nowej politycznej pod przewodnictwem Roberta Biedronia (nieubiegającego się w tymże roku o reelekcję na prezydenta Słupska), która przyjęła nazwę Wiosna (w 2020 część innych byłych działaczy partii Janusza Palikota, w tym kilku byłych posłów, powołało też partię Nowa Demokracja – Tak; w 2021 Wiosna połączyła się z SLD, tworząc Nową Lewicę).

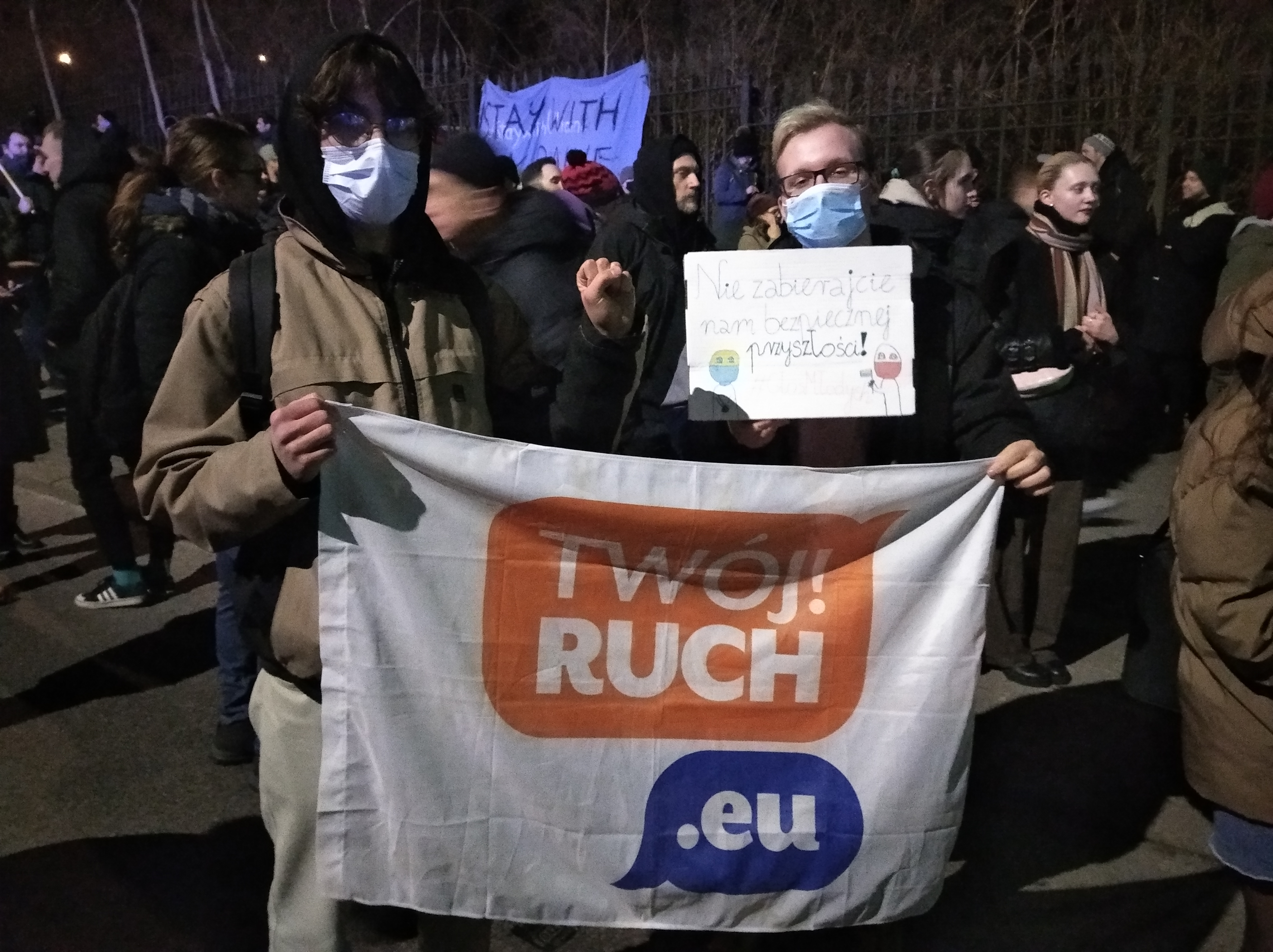
Młodzieżówka Twojego Ruchu na marszu solidarności z Ukrainą, 24 lutego 2022

Na kongresie 2 marca 2019 nowymi współprzewodniczącymi partii zostali Marzenna Karkoszka i Kamil Żebrowski. Tym samym Janusz Palikot ostatecznie wycofał się z aktywności partyjnej. Przed wyborami do Parlamentu Europejskiego w tym samym roku partia zajęła stanowisko, z którego nie wynikało poparcie dla konkretnych komitetów wyborczych. W wyborach parlamentarnych w tym samym roku TR zdecydował o starcie wraz z szeregiem innych lewicowych ugrupowań (m.in. Wiosną, Lewicą Razem i PPS) z list SLD. Znalazło się na nich kilkoro działaczy TR, m.in. były poseł Andrzej Lewandowski. Inny należący do partii były poseł Piotr Bauć wystartował (jako kandydat iPL) z listy Koalicji Obywatelskiej. Żaden z działaczy TR nie uzyskał mandatu.
W wyborach prezydenckich w 2020 partia w I turze nie zajęła stanowiska, zaś w II turze poparła Rafała Trzaskowskiego z PO i KO.
W styczniu 2023 TR podjął decyzję o samorozwiązaniu. Formalnie partia została wyrejestrowana przez Sąd Okręgowy w Warszawie 23 maja 2024.

## Program partii
Do założeń Twojego Ruchu należały:
- likwidacja Senatu i powiatów
- zmiany w ordynacji wyborczej, w tym wprowadzenie kadencyjności (m.in. ograniczenie sprawowania funkcji wójta, burmistrza bądź prezydenta miasta do maksymalnie dwóch kadencji)
- zniesienie immunitetów
- możliwie najszybsze przyjęcie waluty euro
- likwidacja Narodowego Funduszu Zdrowia i przywrócenie kas chorych
- utrzymanie OFE i wprowadzenie tzw. emerytury obywatelskiej
- legalizacja aborcji na życzenie oraz eutanazji
- wprowadzenie rejestracji związków partnerskich (w tym par homoseksualnych)
- wprowadzenie parytetów
- rozdział Kościoła od państwa, rozwiązanie konkordatu, wycofanie lekcji religii ze szkół publicznych
- legalizacja marihuany
- wprowadzenie tzw. zasady milczącej zgody
- aktywna polityka imigracyjna
- rozszerzenie edukacji zdrowotnej, seksualnej, estetycznej i artystycznej
- inwestycje w kulturę i strategiczne gałęzie przemysłu
- ułatwienia dla przedsiębiorców
- promocja eksportu

Partia popierała utworzenie federalnego państwa europejskiego i utworzenie wspólnej partii europejskiej. Sprzeciwiała się wprowadzeniu jednomandatowych okręgów wyborczych.

## Liczba członków
| Rok          | Liczba członków |
| ------------ | --------------- |
| styczeń 2016 | ok. 5500        |
| maj 2017     | ok. 3000        |
| lipiec 2019  | ok. 200         |

## Przewodniczący i przewodniczące

### Przewodniczący
- od 6 października 2013 do 2 marca 2019 – Janusz Palikot
- od 2 marca 2019 do stycznia 2023 – Kamil Żebrowski

### Przewodniczące
- od 20 czerwca 2015 do 11 czerwca 2017 – Barbara Nowacka
- od 2 marca 2019 do stycznia 2023 – Marzenna Karkoszka

## Posłowie i eurodeputowany
Wszyscy posłowie oraz eurodeputowany TR reprezentowali wcześniej partię Ruch Palikota.

### Posłowie VII kadencji (pod koniec kadencji)
Koło poselskie Ruch Palikota:
| - Piotr Bauć (wiceprzewodniczący koła) - Jerzy Borkowski (przewodniczący koła) - Andrzej Dołecki – od 23 września 2015, zastąpił Janusza Palikota - Michał Kabaciński (wiceprzewodniczący koła) - Jacek Kwiatkowski - Andrzej Lewandowski - Małgorzata Marcinkiewicz - Maciej Mroczek (skarbnik koła) - Zofia Popiołek - Adam Rybakowicz - Maciej Wydrzyński |

Wcześniejsi posłowie TR w Sejmie VII kadencji:
- Maciej Banaszak – do 26 sierpnia 2014, przeszedł do klubu Sojuszu Lewicy Demokratycznej
- Robert Biedroń – do 8 grudnia 2014, wybrany na prezydenta Słupska
- Jan Cedzyński – do 26 sierpnia 2014, został posłem niezrzeszonym, pod koniec kadencji klub SLD
- Artur Dębski – do 26 września 2014, został posłem niezrzeszonym, pod koniec kadencji klub Polskiego Stronnictwa Ludowego
- Marek Domaracki – do 26 września 2014, przeszedł do klubu SLD
- Wincenty Elsner – do 26 września 2014, został posłem niezrzeszonym, pod koniec kadencji klub SLD
- Łukasz Gibała, wybrany z listy Platformy Obywatelskiej – do 8 lipca 2014, został posłem niezrzeszonym
- Artur Górczyński – do 26 września 2014, został posłem niezrzeszonym, pod koniec kadencji klub SLD
- Anna Grodzka (od czerwca 2014 Partia Zieloni) – do 23 września 2014, została posłem niezrzeszonym
- Witold Klepacz, wybrany z listy Sojuszu Lewicy Demokratycznej – do 30 sierpnia 2014, przeszedł do klubu SLD
- Krzysztof Kłosowski – do 26 sierpnia 2014, przeszedł do klubu SLD
- Henryk Kmiecik – do 25 września 2014, został posłem niezrzeszonym, pod koniec kadencji klub PSL
- Sławomir Kopyciński, wybrany z listy Sojuszu Lewicy Demokratycznej – do 5 marca 2015, został posłem niezrzeszonym, pod koniec kadencji koło Biało-Czerwonych
- Roman Kotliński – do 26 września 2014, został posłem niezrzeszonym
- Łukasz Krupa – do 14 maja 2015, został posłem niezrzeszonym, kandydat Platformy Obywatelskiej na następną kadencję
- Tomasz Makowski – do 26 września 2014, został posłem niezrzeszonym, pod koniec kadencji klub PSL
- Jacek Najder – do 5 marca 2015, został posłem niezrzeszonym, pod koniec kadencji koło BC
- Michał Pacholski – do 26 września 2014, został posłem niezrzeszonym, pod koniec kadencji klub PSL
- Janusz Palikot (przewodniczący koła, a wcześniej klubu) – do 11 września 2015, zrzekł się mandatu
- Wojciech Penkalski – do 26 września 2014, został posłem niezrzeszonym
- Andrzej Piątak – do 25 czerwca 2014, został posłem niezrzeszonym
- Marek Poznański – do 5 marca 2015, został posłem niezrzeszonym, kandydat PO na następną kadencję
- Andrzej Rozenek – do 5 marca 2015, został posłem niezrzeszonym, pod koniec kadencji koło BC
- Armand Ryfiński – do 26 września 2014, został posłem niezrzeszonym
- Paweł Sajak – do 26 września 2014, został posłem niezrzeszonym, pod koniec kadencji klub PSL
- Marek Stolarski – do 26 września 2014, został posłem niezrzeszonym, pod koniec kadencji klub SLD

### Poseł do Parlamentu Europejskiego VII kadencji
- Marek Siwiec, wybrany z listy SLD-UP, grupa Postępowy Sojusz Socjalistów i Demokratów w Parlamencie Europejskim